# Alice Richter
Alice Martinez-Richter, née le 12 août 1911 à Paris et morte le 7 août 1996 à Vétraz-Monthoux, est une artiste peintre française.

## Biographie
Elle est lauréate d'un "Deuxième second" grand prix de Rome en peinture de 1933 et d'un "premier second" grand prix en 1939, derrière Reynold Arnould.

## Liste des œuvres
- Mauresque, 1952, prix de figure de l'Union des femmes peintres et sculpteurs[2]
- Agadir, la terre a tremblé, 1960, huile sur toile, Narbonne, musée d'Art et d'Histoire